# Brett Carson
Brett Carson, född 29 november 1985, är en kanadensisk professionell ishockeyspelare som spelar för AIK i SHL. Han har tidigare representerat Carolina Hurricanes och Calgary Flames i NHL.
Han draftades i fjärde rundan i 2004 års draft av Carolina Hurricanes som 109:e spelare totalt.